# Nicola Moneta
Nicola Moneta est un musicien milanais.

## Biographie
Nicola Moneta a étudié la contrebasse avec le maître Gianfranco Scotto alors premier pupitre de l'orchestre du Teatro alla Scala de Milan. Grand connaisseur et passionné de musique baroque, il est le premier et le seul avec Éric Chappell (Montréal, Canada), musicien contemporain à jouer de l'octobasse, gigantesque contrebasse à trois cordes de 3,87 m de haut, reconstruite spécialement pour lui par le luthier Pierre Bohr à Milan.
Il collabore régulièrement avec de nombreux groupes de musique de chambre et divers orchestres, soit symphoniques, soit de musique ancienne.
Il a enregistré de nombreux CD pour des éditeurs tels que Foné, Bongiovanni, Edizioni Sarx...